# Can Niell
Can Niell és una masia amb elements gòtics de Maçanet de la Selva (Selva) inclosa a l'Inventari del Patrimoni Arquitectònic de Catalunya.

## Descripció
Edifici de planta rectangular i dues plantes amb coberta de dues aigües a laterals. Els elements més destacables del mas són les obertures emmarcades i treballades de pedra.
Pel que fa a les obertures de la façana, destaca la porta de mig punt adovellada i la gran finestra central de llinda lobulada en dues peces i ampit i impostes decorats amb motius vegetals. Les finestres de la planta baixa són més petites i decorades amb Llindess de baixrrelleus lobulats d'arquacions cegues en forma de corona (Veure la fitxa dedicada a Ca l'Esqueu, del carrer Sant Sebastià núm. 36 de Maçanet). La finestra del primer pis dreta té per llinda un arc conopial senzill i la de la part esquerra un arc conopial quadrilobulat amb motllures a les impostes i decoració vegetal a l'ampit.
A més de les finestres de la façana, darrere del mas hi ha llindes i muntants motllurats i treballats, així com restes de contraforts.
Com no és estrany, al voltant del mas original s'han anat adossant coberts i construccions annexes, sobretot a la part esquerra. També s'ha efectuat l'obertura d'una nova porta a l'esquerra de la principal en un moment indeterminat, però recent.

## Història
Mas documentat de principis del segle xv.
Fou de la família Manresa fins al segle xvii i de la família Maig i Sala fins a l'actualitat.